# لعبة تلعب بالأحجار
اللعبة التي تلعب بالأحجار هي لعبة تستخدم الأحجار كأحد العناصر الأساسية للعب. تستخدم بعض الألعاب اللوحية الأحجار لإنشاء اللوحة الخاصة بها، مما يوفر إمكانيات متعددة لتخطيط اللوحة، أو السماح بإجراء تغييرات في هندسة اللوحة أثناء اللعب.